# Échinénone
L’échinénone est un caroténoïde à fonction cétone, source de vitamine A. Son appellation vient du nom latin des oursins (Echinoidea). Sous sa forme isomérisée 9'-cis, l'échinénone donne au corail (gonades) d'oursin sa couleur caractéristique.
Chez les cyanobactéries, sa biosynthèse s'effectue par ajout d'une fonction cétone sur le bêta-carotène.
L'échinénone est souvent utilisée comme étalon interne dans l'analyse des caroténoïdes de plantes.